# Proms Kemiske Fabrik
Proms Kemiske Fabrik A/S, var 1960–1994 en dansk kemisk produktionsvirksomhed med base i landsbyen Viemose, lige nord for Kalvehave i Vordingborg kommune på Sydsjælland. Virksomheden er bedst kendt for en meget omfattende miljøskandale gennem 1980-erne og 1990-erne.
Virksomheden blev startet i 1950'erne i Birkerød af Per Prom og blev i 1960'erne flyttet til Viemose. Der skete et generationsskifte til fætrene Herik og Claus Prom. Henrik og Claus ledede stadig virksomheden da virksomheden i 1994 blev begæret konkurs, efter en miljøskandalen op gennem 1980-erne og 1990-erne. Herefter overgik alle aktiver til H & C Prom Kemi ApS, der gik konkurs i maj 1997 som følge af, at Miljøklagenævnet havde truffet beslutning om tvangslukning af produktionen. Sagen fik strafferetsligt efterspil for virksomhedens ledelse.

## Forureningen
Virksomhedens aktiviteter forårsagede en omfattende jord- og grundvandsforurening med miljøfremmede stoffer, ligesom der var ulovlig udledning til vandløbet Bøgestrømmen. På den tidligere såkaldte "Prom-grund" beliggende i Viemose By, Kalvehave, er der i dag etableret erhvervspark. Alene oprydningen på grunden har kostet det offentlige et tocifret millionbeløb. Der foreligger ingen oplysninger om, hvorvidt jordforureningen på ejendommen var over forventet niveau for en kemisk fabrik med en driftsperiode, der påbegyndte i 1960. Den lokale tilsynsmyndighed havde overladt tilsynet til den såkaldte "egenkontrol", der blev forvaltet i strid med loven.

## Politisk betydning
Sagen har været debatteret heftigt i dagspressen og Folketinget, og gav anledning til ændringer i reglerne for virksomheders egenkontrol i form af en ny miljølov.
Spørgsmål til miljøministeren i Folketinget d. 17/7/1986 af Margrete Auken (SF):
"Kan ministeren bekræfte, at Proms Kemiske Fabrikker A/S inden for et par døgn i begyndelsen af juni i år udledte 27.000 liter fejlproduktion – angiveligt natriumphtalamidat og natriumanthranilat – til Bøgestrømmen, og kan ministeren i givet fald oplyse, hvilke reaktioner dette har givet anledning til fra tilsynsmyndighedernes side?" [Kilde: Folketinget.dk]

## Strafferetligt efterspil
I perioden 1986-1989 blev virksomheden eller medlemmer af dens ledelse dømt eller vedtog bøder i fem sagskomplekser, primært for ulovlig udledning af spildevand. I sagen fra 1989 vedtog virksomheden og medlemmer af dens ledelse bøder på i alt
340.000 kr. Ved retten i Vordingborg blev Proms Kemiske Fabrik og en række medlemmer af virksomhedens direktion og ledelse i 1993 frifundet for tiltale for i 675 tilfælde at have manipuleret med indberetningerne til amtet om virksomhedens egenkontrol med spildevandsudledningerne. Dommen blev anket, og ved Østre Landsrets dom afsagt den 13. februar 1995 blev to af de ansatte dømt for overtrædelse af henholdsvis straffeloven og miljøbeskyttelsesloven, mens en tredje blev frifundet. De tiltalte bestred ikke forholdet under retssagen. Dette førte bl.a. til, at virksomheden blev frataget retten til at føre egenkontrol. En yderligere tiltalt, som var udeblevet under ankesagen, blev ved Østre Landsrets dom af 4. september 1998 dømt for overtrædelse af straffeloven og miljøbeskyttelsesloven. 
Amtet politianmeldte virksomheden syv gange i perioden 1994-1997 for overtrædelse af de gældende vilkår og påbud om bortskaffelse af kemikalieaffald. Disse anmeldelser har ført til straffesag mod konkursboet og virksomhedens ejere og direktører. Ved retten i Vordingborg blev ledelsen frifundet for overtrædelse af de påbud, der angik ophobet affald på ejendommen fra tiden før anpartsselskabets overtagelse i oktober 1997. Sagen blev herefter anket til først landsretten og siden med tredjeinstansbevilling til højesteret. Her blev ledelsen fundet af have tilsidesat påbud for såvel nyt som gammelt affald. En direktør blev idømt en bøde på kr. 300.000 og en betinget hæftestraf. Højesterets dom afsagdes i juni 2001.
Efter virksomhedens konkurs blev der af kurator for boet indgivet politianmeldelse mod virksomhedens ledelse vedrørende udbetaling af en række betydelige beløb i tiden 23. april – 1. maj 1997, hvor der fra virksomhedens bankkonto er udbetalt 1,7 mio. kr., hvoraf halvdelen af kurator skønnes at være uberettigede og muligvis strafbare udbetalinger. Der blev desuden rejst sigtelse for underslæb m.v. Ingen af disse anmeldelser førte til tiltalerejsning.

## Erstatningsretligt efterspil
I forlængelse af højesterets dom i straffesagen blev der i 2001 rejst krav om, at anpartsselskabets ledelse var personligt ansvarlige for miljøstyrelsens og Storstrøms amts omkostninger til fjernelse og destruktion af affald, der befandt sig på ejendommen efter anpartsselskabets tvangslukning i april 1997. Lige før tvangslukningen var affaldsmængden ca. 1700 tons – efter virksomheden siden 1989 havde fjernet ca. 3000 tons gammelt affald – medens tvangslukningen medførte, at forbrugskemikalier og råvarer blev til ca. 2700 tons affald.
Erstatningskravet beløb sig til ca. kr. 7 mio. Ledelsen påstod sig frifundet med henvisning til, dels at amtets påbud overfor anpartsselskabet var i strid med miljøbeskyttelsesloven, dels at der ikke var et ansvarsgrundlag, hvilket særligt gjorde sig gældende for gammelt affald, der var ophobet siden 1960'erne.
Ved højesterets endelige dom af 29. marts 2012 blev de to direktører i anpartsselskabet forpligtet til at udrede en erstatning på kr. 534.000. Erstatningsbeløbet udgør den omkostning, der alene relaterede sig til det affald, som anpartsselskabet selv havde produceret i sin egen driftsperiode og reduceret for værdien af den mængde gammelt affald, som var blevet fjernet i perioden. Højesteret fandt, at amtets påbud overfor virksomheden var lovlige med den begrundelse, at erhvervsmæssigt fremstillet affald ikke er en "forurening". Højesteret fandt således ikke, at højesterets egen praksis om, at sådanne påbud ikke lovligt kan udstedes for at imødegå f.eks. en jordforurening, er anvendelig i forhold til affald, der findes på en virksomheds ejendom.

## Eksterne kilder
- Folketingets hjemmeside